# Shannonomyia lignyptera
Shannonomyia lignyptera är en tvåvingeart som beskrevs av Alexander 1978. Shannonomyia lignyptera ingår i släktet Shannonomyia och familjen småharkrankar.
Artens utbredningsområde är Bolivia. Inga underarter finns listade i Catalogue of Life.